# جنبش دکادنس

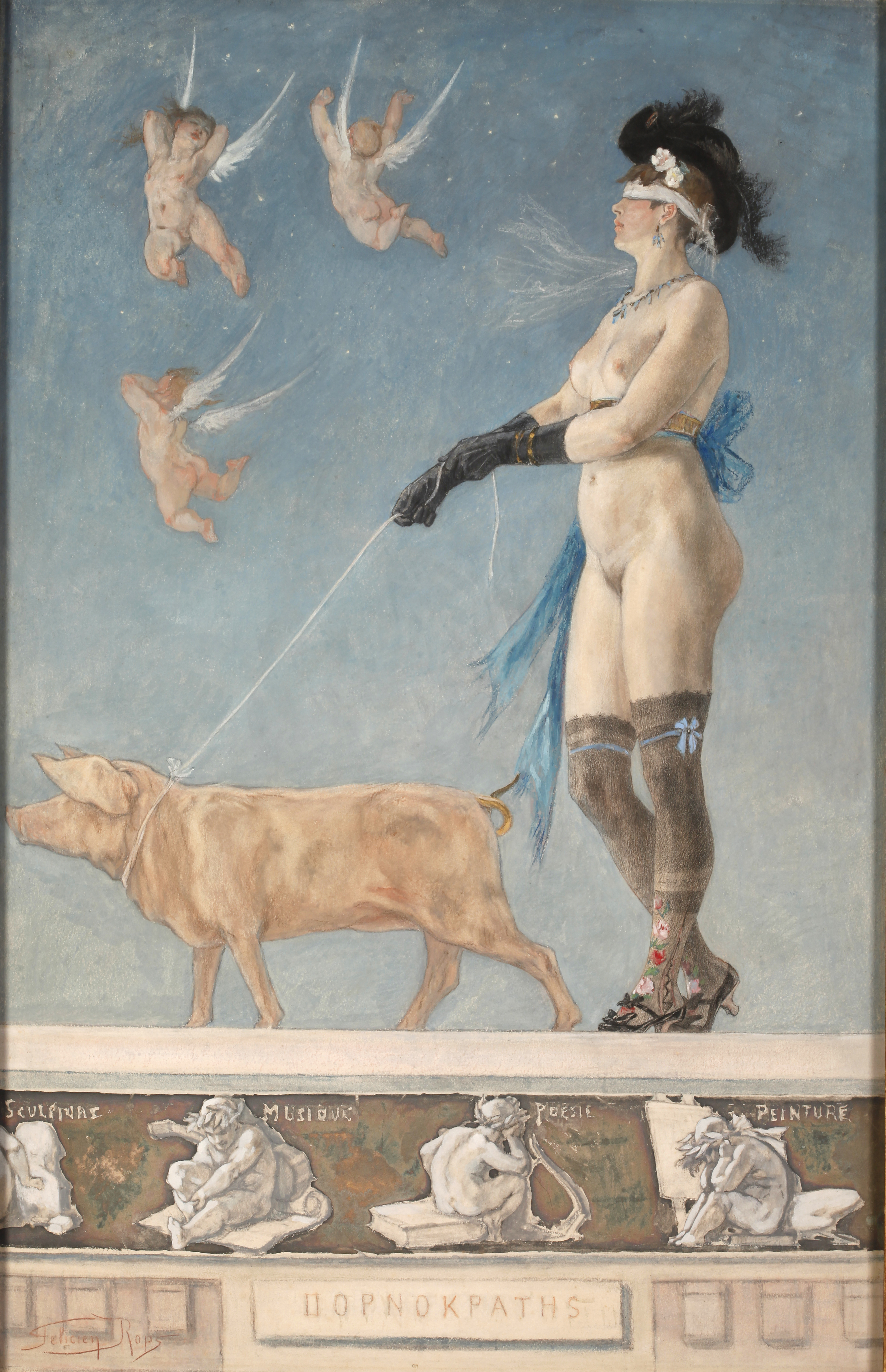
پورنوکرات‌ها (۱۸۷۸)، اثر فلیسین روپس

جنبش دکادنس (به فرانسوی décadence، «زوال») یک جنبش هنری و ادبی بود که در اواخر قرن نوزدهم، در اروپای غربی شکل گرفت و از ایدئولوژی زیبایی‌شناختی افراطی و ساختگی پیروی می‌کرد.
جنبش دکادنس در فرانسه شکوفا شد و سپس به سراسر اروپا و ایالات متحده گسترش یافت. ویژگی این جنبش اعتقاد به برتری فانتزی انسانی و لذت‌گرایی زیبایی‌شناختی بر منطق و دنیای طبیعی است.
مفهوم دکادنس به قرن هجدهم برمی‌گردد، به‌ویژه از نوشته‌های مونتسکیو، فیلسوف عصر روشنگری که اظهار داشت دکادنس (انحطاط) امپراتوری روم به‌دلیل زوال اخلاقی و از دست دادن معیارهای فرهنگی آن است. هنگامی که محقق لاتین دزیره نیزارد به ادبیات فرانسه روی آورد، ویکتور هوگو و رمانتیسیسم را با دکادنس روم مقایسه کرد، یعنی مردانی که هنر و ارزش‌های فرهنگی خود را به‌خاطر لذت قربانی می‌کردند. او میل به توصیف، عدم پایبندی به قواعد متعارف ادبیات و هنر، و زیاده‌روی و عشق به زبان را بذرهای جنبش دکادنس شناسایی کرد.